# Ђао Љујанг
Ђао Љујанг (пинјин Jiāo Liúyáng; рођена 6. августа 1991. у Харбину, провинција Хејлунгђанг) је репрезентативка НР Кине у пливању. Њена специјалност је пливање делфин стилом.
Први запаженији наступ на међународној сцени остварила је на Светском првенству у Мелбурну 2007. када је на 200 метара делфин заузела 4. место у финалу са временом 2:07,22. На Летњој олимпијади у Пекингу 2008. освојила је прву велику медаљу, сребро на 200 метара делфин стилом поправивши лични рекорд на 2:04,72.
На Летњим олимпијским играма 2012. у Лондону освојила је златну медаљу и поставила нови олимпијски рекорд на 200 метара делфин (2:04,06). Између два олимпијска турнира Љујанг је освојила и 4 медаље на светским првенствима (два злата, сребро и бронзу).